# Lazzaretto Nuovo
Lazzaretto Nuovo è un'isola della Laguna Veneta di circa nove ettari di area posta all'inizio del canale di Sant'Erasmo.

## Storia
Monastero benedettino durante il Medioevo, nel 1468, per decreto del Senato della Serenissima, divenne lazzaretto con compiti di prevenzione dei contagi: ospitava i marinai arrivati da oltremare ed i magazzini che servivano per ospitare le merci sospettate di essere infettate dal morbo della peste. Le merci venivano depositate in un lungo edificio chiamato teson grando dove rimanevano in quarantena per quaranta giorni. La Repubblica Serenissima è stata la prima nel mondo ad adottare una simile misura precauzionale per arginare la diffusione della peste nella città.
Le pareti del teson grando sono tutte ricoperte di scritte fatte dai mercanti reclusi che narrano le loro vicende personali. Una scritta del 1593 recita:

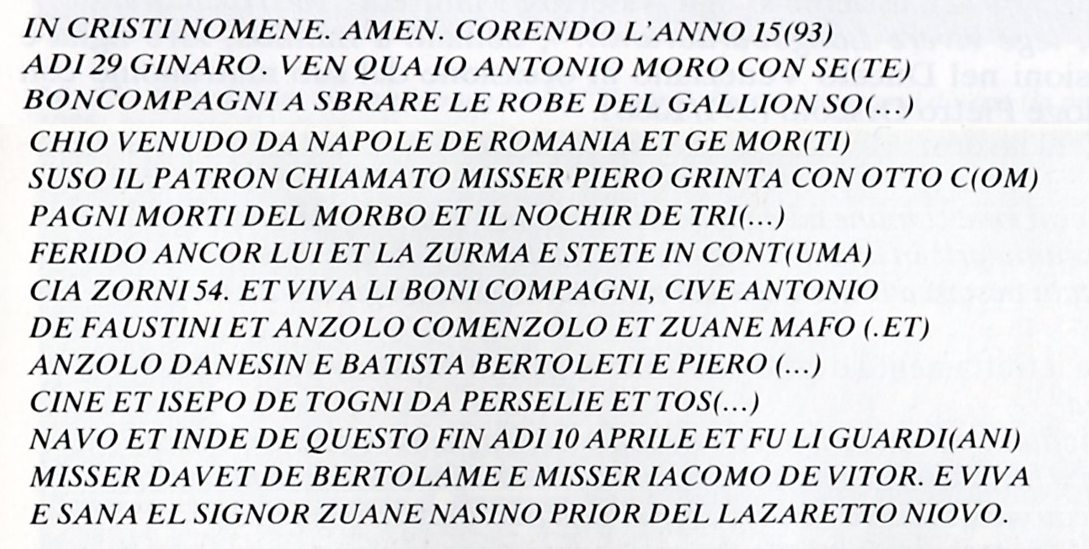
Lazzaretto Novo, Scritta 1593

Con l'epidemia del 1576 una sorte simile toccò agli individui che erano a rischio di contagio: se la visita diagnosticava la malattia, essi venivano trasferiti presso l'ospedale di Lazzaretto Vecchio.
Fu utilizzata quindi come fortilizio sotto il dominio napoleonico e austriaco, ed è stata dismessa dall'esercito italiano nel 1975.
Ormai pienamente recuperata e vincolata dal Ministero per i Beni e le Attività Culturali, è una delle poche isole abbandonate della Laguna di Venezia ad aver conosciuto una decisa azione di recupero e restauro.

## Sviluppo turistico

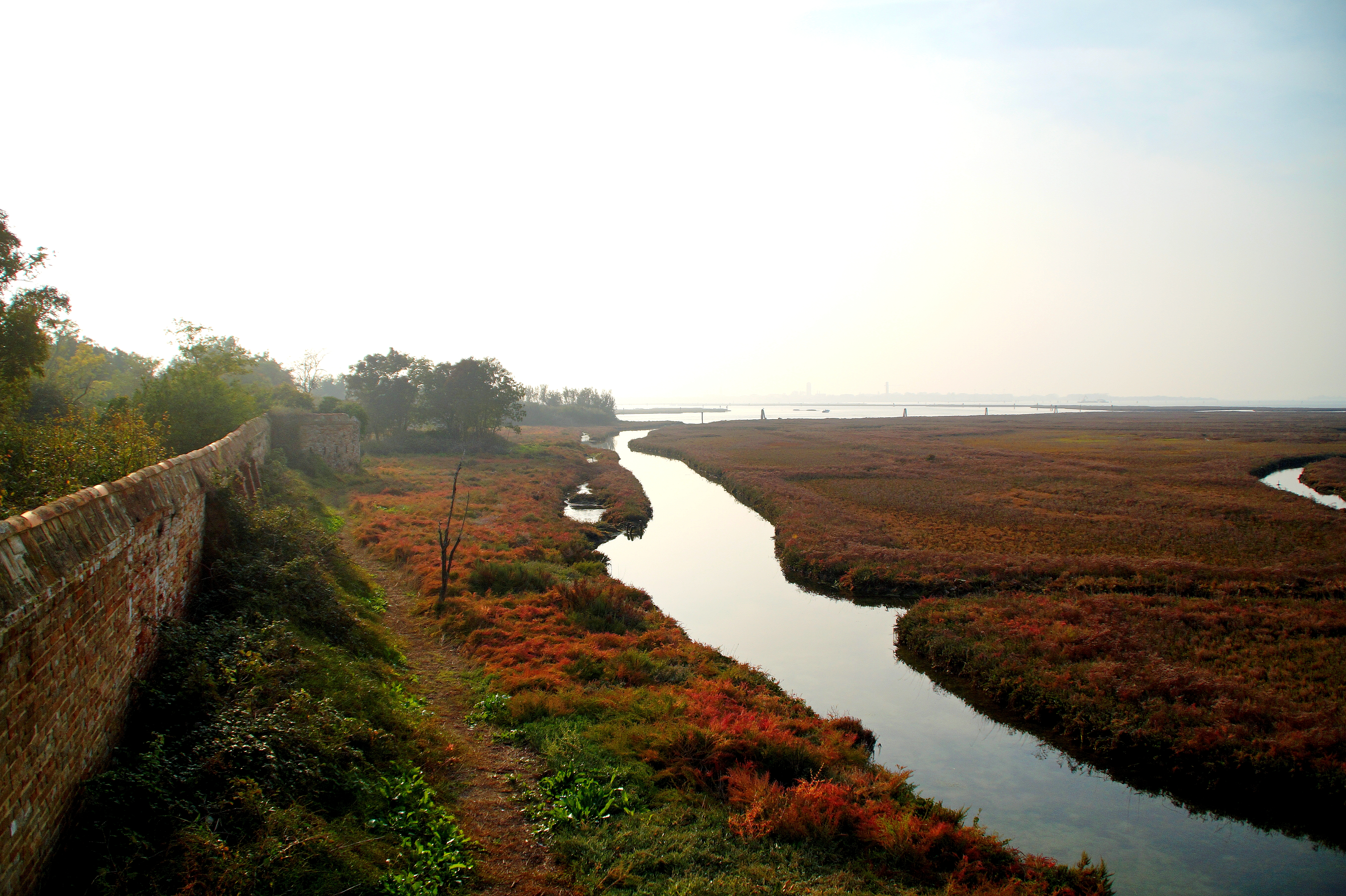
La barena a nord-ovest

Accoglie circa quindicimila visitatori l'anno ed è oggetto d'interesse nazionale ed internazionale. 
Con il Lazzaretto Vecchio (anche questo in fase di restauro), nella prospettiva di Storia della Sanità e Antropologia, sarà una tappa importante del costituendo Museo Nazionale di Archeologia della Laguna e della Città di Venezia.
Visitabile da aprile ad ottobre e ricca di attività, conosce inoltre un fondamentale uso governativo ospitando gratuitamente il deposito per materiali archeologici di provenienza lagunare della Soprintendenza Archeologia Belle Arti e Paesaggio. 
Può essere raggiunta da Venezia, da Sant'Erasmo o da Treporti con i vaporetti dell'ACTV (linea 13).

## Galleria d'immagini

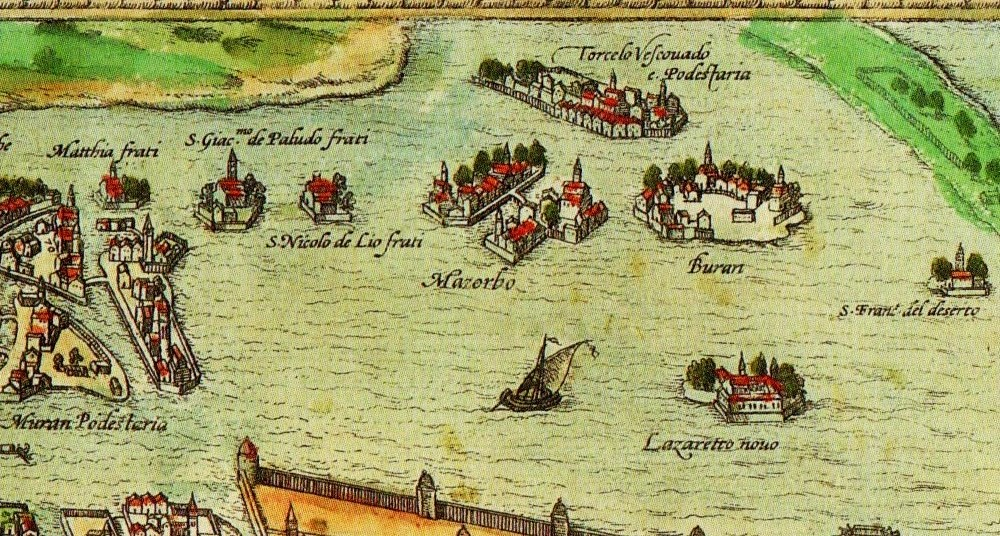
Georg Braun e Frans Hogenberg, Civitas orbis terrarum, 1612, particolare
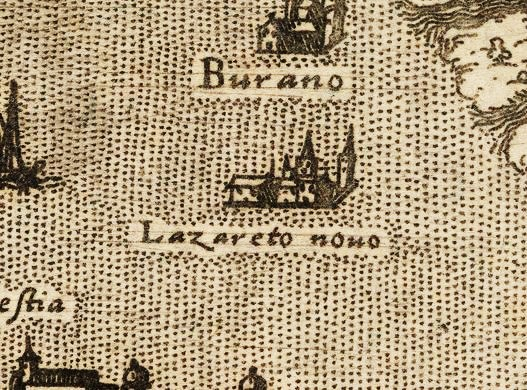
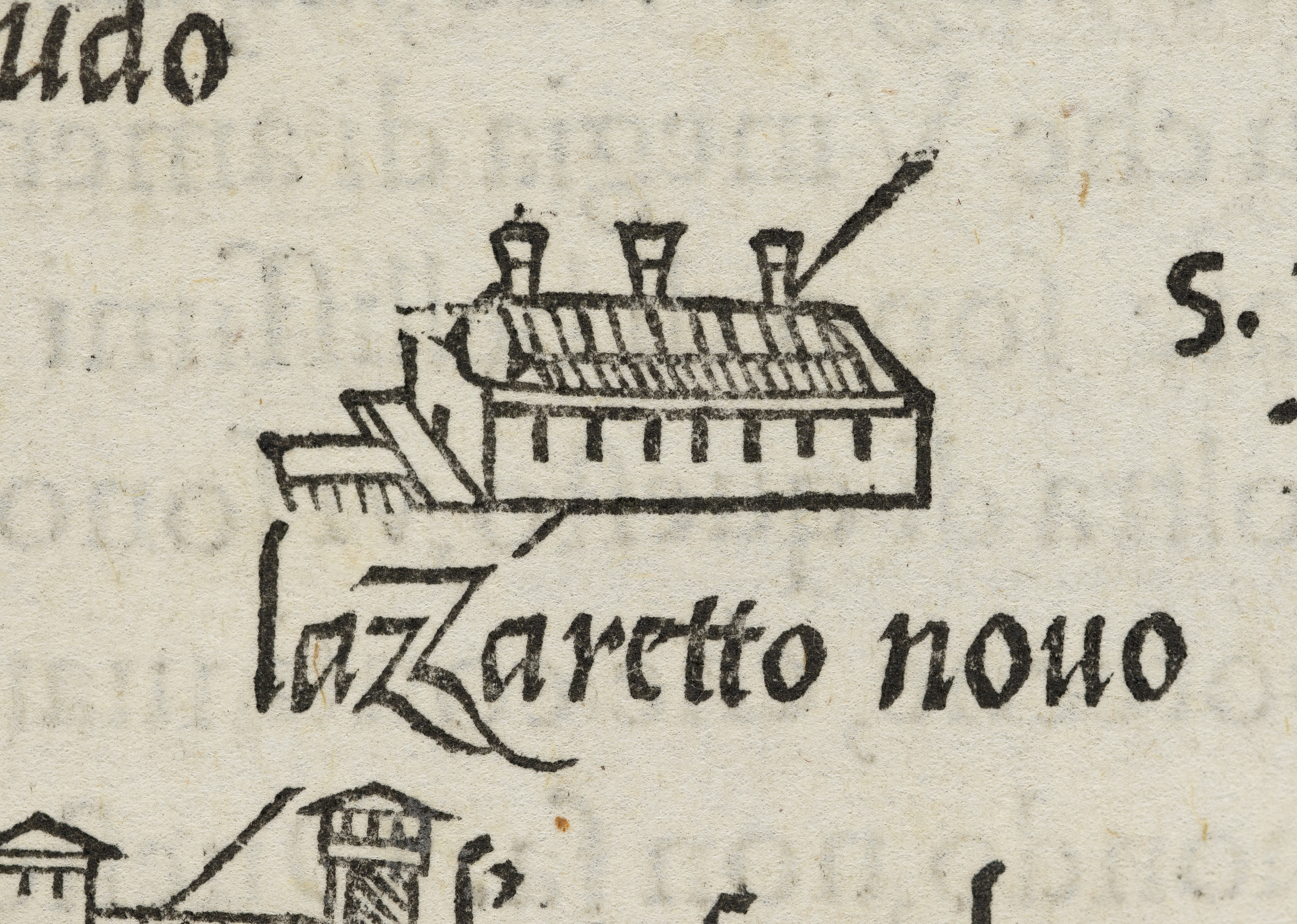
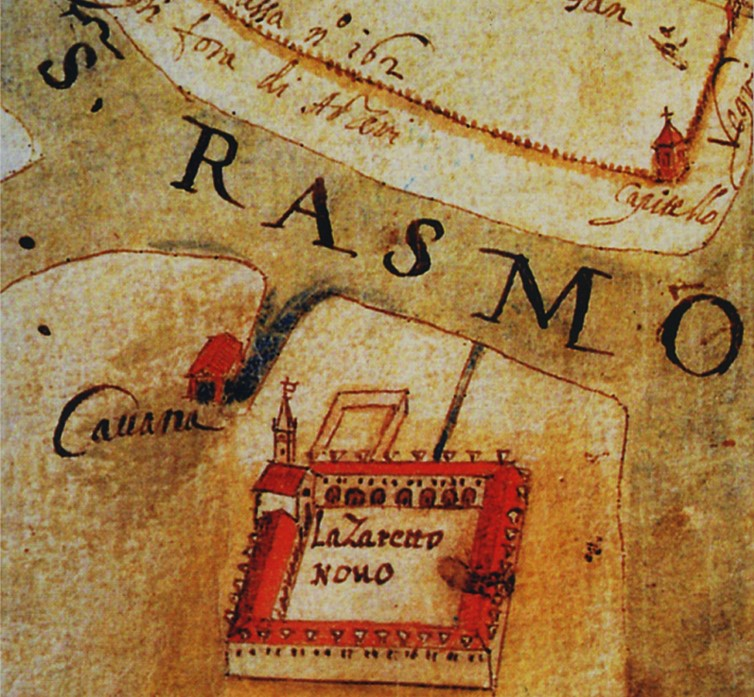
Lazzaretto Novo mappa 1762
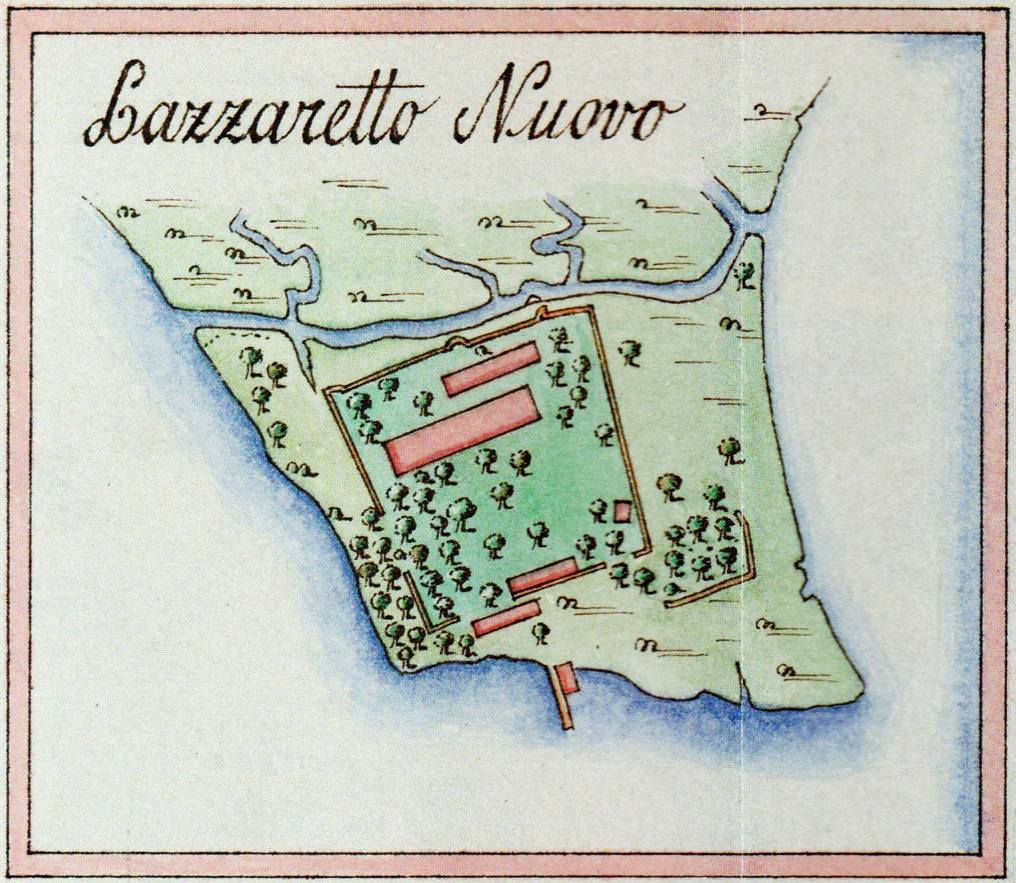
Isola Lazzaretto Novo disegno sec. XVIII
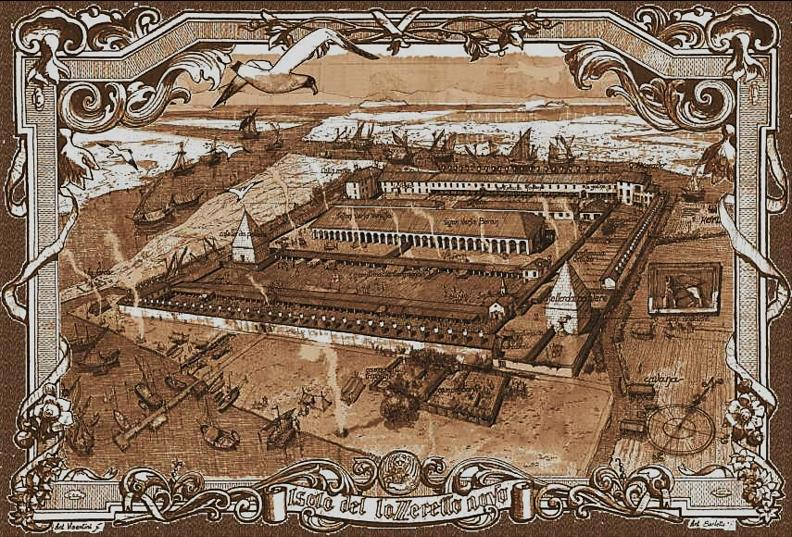
Lazzaretto Novo, prospetto assonometrico
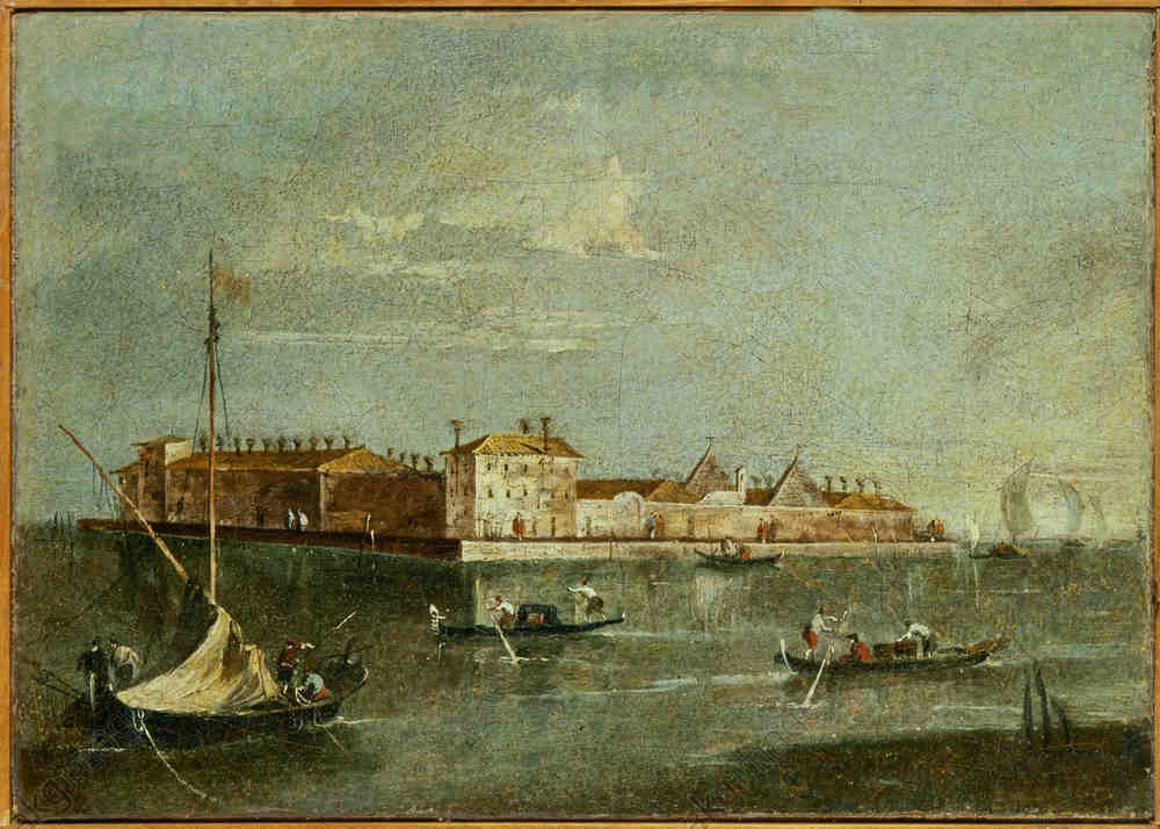
Giacomo Guardi  Lazzaretto Novo
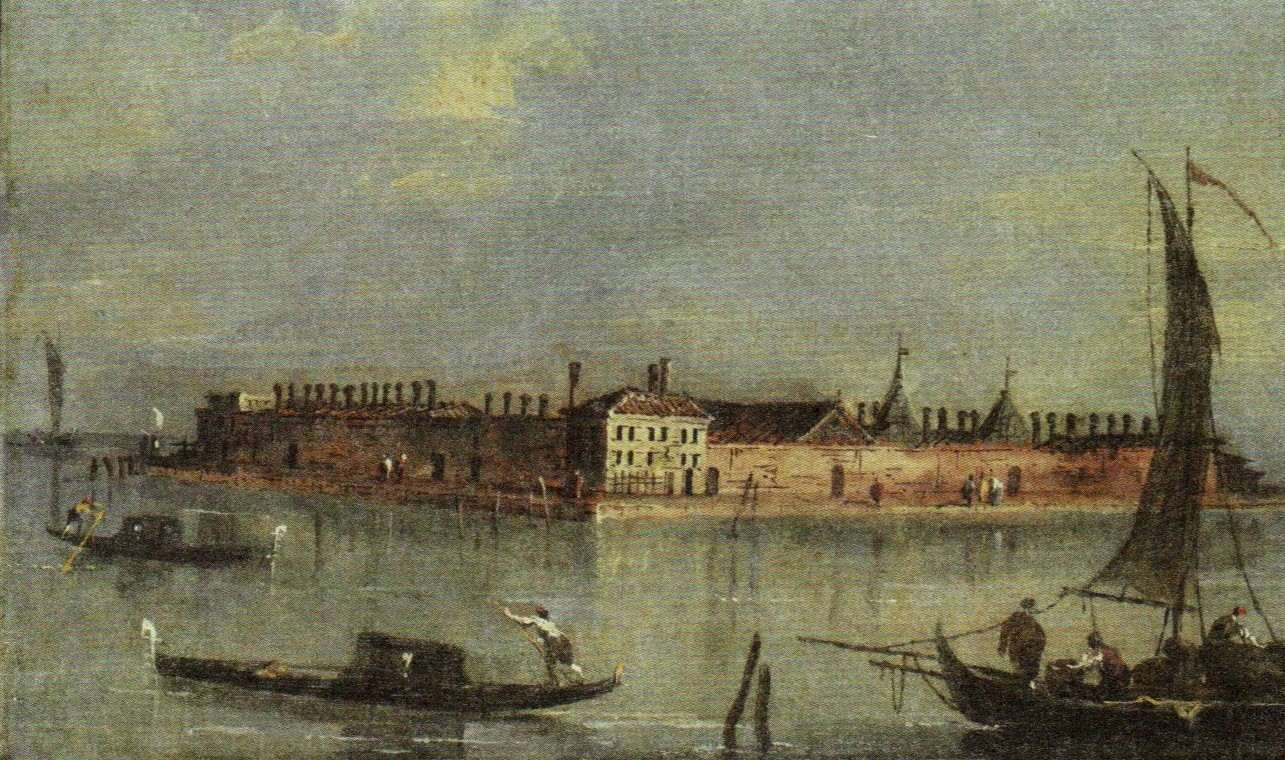
Giacomo Guardi  Lazzaretto Novo
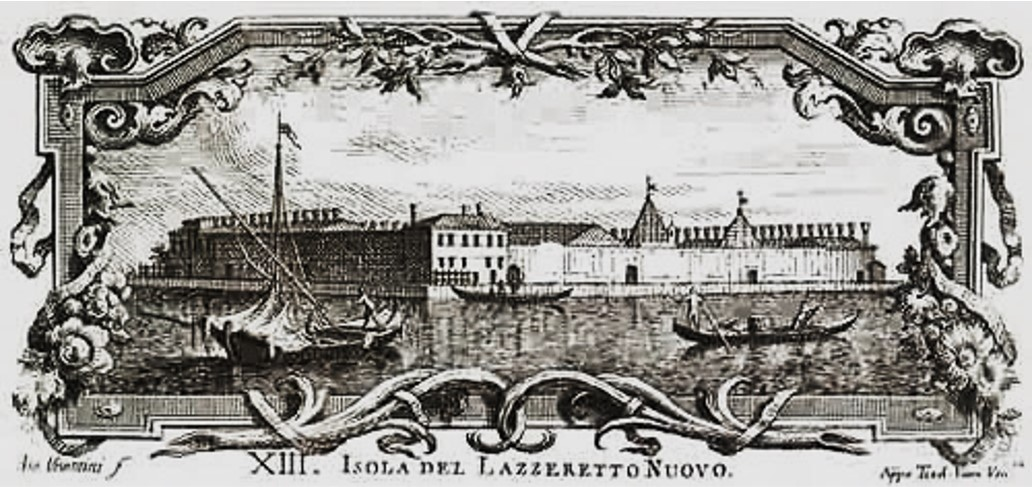
Antonio Visentini   Isolario Veneto, 1777
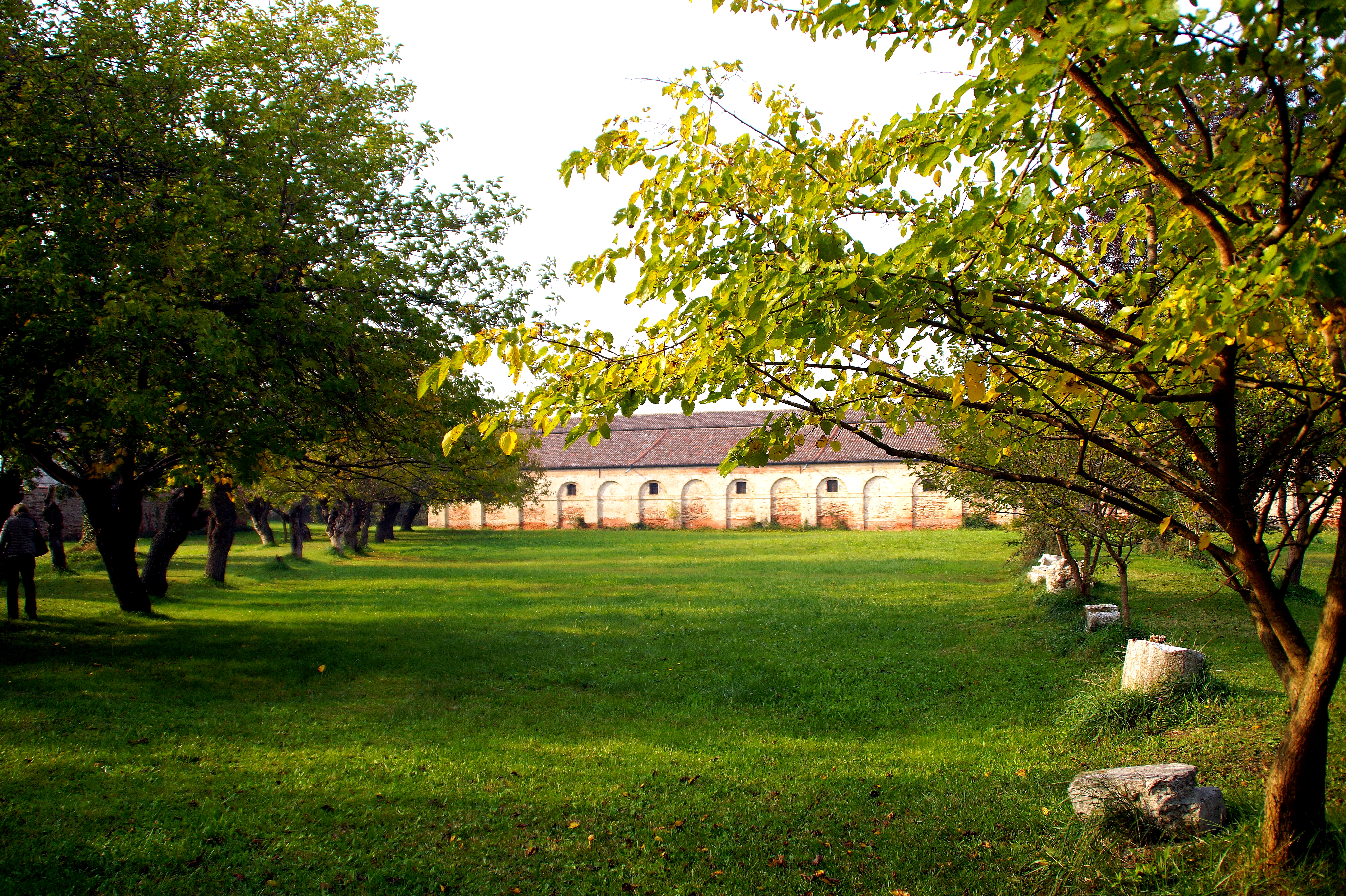
Lazzaretto Nuovo, Teson grando
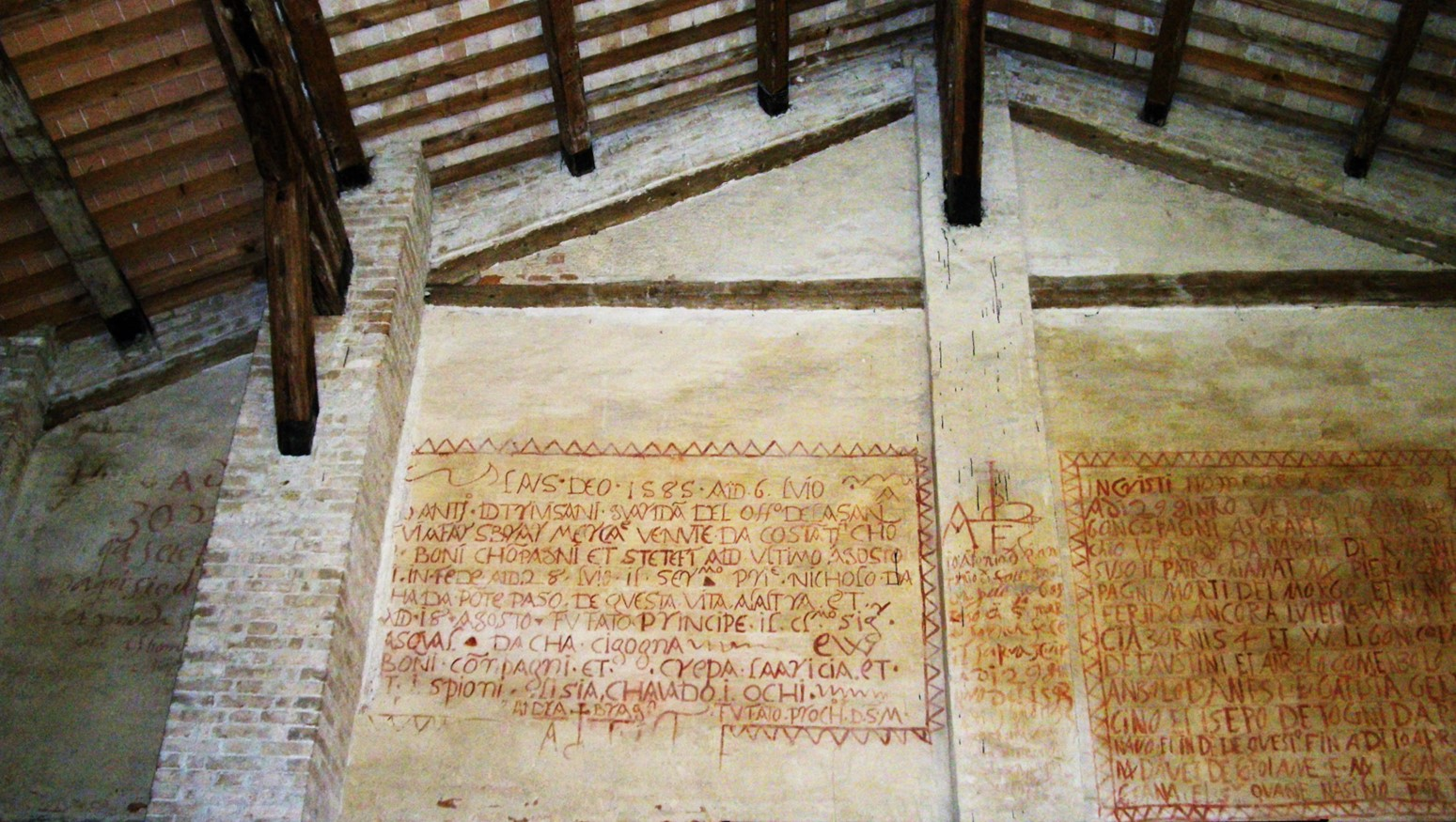
Lazzaretto Novo,   Teson Grando, scritta del 1595
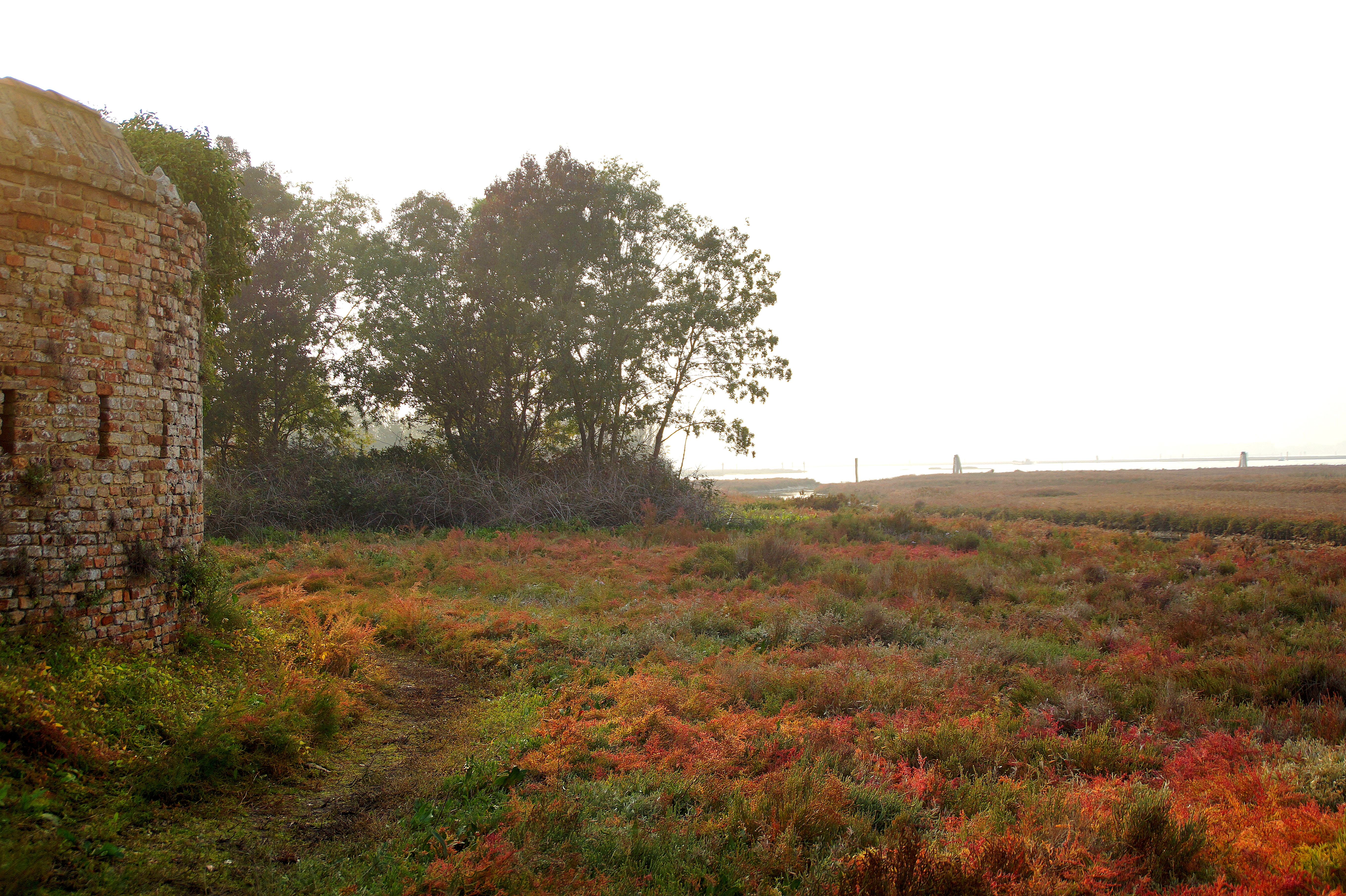
Lazzaretto, Nuovo Barena